# Pagurus spighti
Pagurus spighti är en kräftdjursart som beskrevs av Mclaughlin och Haig 1993. Pagurus spighti ingår i släktet Pagurus och familjen eremitkräftor. Inga underarter finns listade i Catalogue of Life.